# آدری باستین
آدری باستین (فرانسوی: Audrey Bastien‎؛ زادهٔ ۱۰ دسامبر ۱۹۹۱) بازیگر اهل فرانسه است. وی از سال ۲۰۱۰ در بیش از بیست فیلم به ایفای نقش پرداخته است.
از فیلم‌ها یا برنامه‌های تلویزیونی که وی در آنها نقش داشته‌است می‌توان به زانادو، عشق توله سگی و بازی بزرگ اشاره کرد.